# Кавана, Винсент
Винсент Кавана (англ. Vincent Cavanagh; род. 29 августа 1973, Ливерпуль, Англия) — гитарист и вокалист британской прогрессив-рок-группы Anathema. Гитаристом группы является с момента её основания, а вокалистом — после ухода Даррена Уайта в 1995 году. Последний альбом с вокалом Даррена — Pentecost III.
Винсент написал, либо участвовал в написании таких песен группы как Memento Mori, Restless Oblivion, The Beloved, Re-Connect, Deep, Pitiless, Judgement, Emotional Winter, Leave No Trace, Underworld, и Balance.
Является младшим братом другого гитариста группы Дэниела Кавана, а также братом-близнецом Джейми Кавана — её басиста.